# Kolozs Pál
Kolozs Pál, született Hanasiewicz Pál Gusztáv (Kőszeg, 1906. március 26. – Budapest, 1985. január 13.) magyar író, újságíró, szerkesztő.

## Élete
Hanasiewicz Oszkár sebész, ezredorvos és Smekál Irma fia. 1930-ban szerzett közgazdász oklevelet Budapesten. 1934 és 1939 között az Esti Kurir munkatársa volt, majd az Új Idők című lapot szerkesztette. 1945 után az Új Idők és az Új Ember című lap belső munkatársaként dolgozott. 1956-ban emigrált Magyarországról, de az 1960-as évek elején hazatért.
Házastársa Gébert Ilona Mária volt, akit 1936. március 9-én Budapesten vett nőül. 1956-ban elváltak.
Közös gyermekük, Hanasiewicz Janka Mária (Nagyszombat, 1938– ?), aki Drumár József felesége lett.

## Főbb művei
- A bronzkapuig (regény, Budapest, 1927)
- Tizennégy nap (Krónika, Budapest, 1940)
- Az idegen (regény, Budapest, 1942)
- Wesminsteri útvesztő (regény, Budapest, 1963)
- Utazás Detektíviába (regény, Budapest, 1964)
- A családfa árnyéka (regény, Budapest, 1965)
- Reménytelen nyomozás (regény, Budapest, 1966)
- Dévai semmire sem emlékszik (regény, Budapest, 1967)